# Абарджиль, Линор
Лино́р Абарджи́ль (ивр. לינור אברג'יל‎;
17 февраля 1980, Нетания, Израиль) — израильская модель, Мисс Израиль и Мисс Мира 1998 года.
Абарджиль — старшая дочь Ализы и Джеки Абарджиль, родилась в светской традиционной семье марокканского происхождения и выросла в Нетании. Модельная карьера Абаржиль началась в 1996 году в возрасте 16 лет, когда её представляло агентство «Look». В 1997 году она заняла второе место в конкурсе «Открытие года», а в 1998 году заняла первое место в конкурсе королевы красоты.
В 2004 году Абарджиль окончила актёрский факультет Бейт-Цви, степень бакалавра права получила в Академическом колледже Нетании, а в 2013 году получила сертификат юриста.
Незадолго до конкурса «Мисс Мира» подверглась изнасилованию. Насильник, итальянский турагент Ури Шломо (египтянин, женатый на израильтянке), во время визита в Израиль был арестован и осуждён на 16 лет заключения.
В 2006 году вышла замуж за литовского баскетболиста Шарунаса Ясикявичюса.
Спустя полтора года Линор развелась и вернулась в Израиль.